# Joseph-Hyacinthe de Broglie
Pour les autres membres de la famille, voir Maison de Broglie.
Joseph-Hyacinthe de Broglie dit l'Abbé de Broglia (né Le Mesnil-Thomas en 1652, mort à Paris le 8 janvier 1735) est un ecclésiastique qui fut abbé commendataire et agent général du clergé de France de 1693 à 1695.

## Biographie
Joseph-Hyacinthe de Broglie, né dans le diocèse de Chartres, fils cadet de François Marie de Broglie, appartient à la famille de Broglie. Contrairement aux autres membres de sa famille, il n'exerce pas la carrière des armes mais choisit la vie ecclésiastique. Prêtre dans le diocèse de Turin, son parent l'abbé Michel-Ange de Broglie, évêque de Verceil depuis 1663, lui cède à sa mort en 1679 la commende de l'abbaye Sainte-Marie de Pignerol au bourg de Saint Veran, un bénéfice ecclésiastique qu'il conserve pendant 56 ans jusqu'à sa mort. En France l'influence de son frère ainé Victor-Maurice de Broglie, le fait pourvoir de l'abbaye de Valloires dans le diocèse d'Amiens. Entre 1693 et 1695 il exerce brièvement pour le compte de la province ecclésiastique de Toulouse la fonction d'agent général du clergé de France. Il meurt à Paris le 8 janvier 1735 à l'âge de 83 ans et institue comme légataire universel l'Hôtel-Dieu et l'Hôpital général.